# Gustave de Gérando
Pour les articles homonymes, voir Gérando.
Gustave de Gérando est un juriste et écrivain français né le 28 septembre 1803 à Paris, où il est mort le 11 mars 1884. Il est le fils de Joseph-Marie de Gérando.

## Œuvres
Il est l'auteur de :
- Dissertation pour le doctorat sur l'histoire et les principes du régime hypothécaire dans le droit romain et dans le droit français, 1826 ;
- Tableau des Sociétés religieuses et charitables de Londres, 1824;
- Divines prières et méditations, 1839;
- le Démocrate chrétien, 1848;
- Morale pratique enseignée par l'exemple à la jeunesse française.

## Source
Cet article comprend des extraits du Dictionnaire Bouillet. Il est possible de supprimer cette indication, si le texte reflète le savoir actuel sur ce thème, si les sources sont citées, s'il satisfait aux exigences linguistiques actuelles et s'il ne contient pas de propos qui vont à l'encontre des règles de neutralité de Wikipédia.